# Sphaeromopsis reticulata
Sphaeromopsis reticulata är en kräftdjursart som först beskrevs av Stebbing 1910.  Sphaeromopsis reticulata ingår i släktet Sphaeromopsis och familjen klotkräftor.
Artens utbredningsområde är Röda havet. Inga underarter finns listade i Catalogue of Life.